# حقوق الإنسان في جمهورية الكونغو
حقوق الإنسان في جمهورية الكونغو، بالإنجليزية Human rights in the Republic of the Congo- حصلت جمهورية الكونغو على استقلالها من إفريقيا الاستوائية الفرنسية في عام 1960م. كانت دولة ذات نظام ماركسي لينيني أحادي الحزب من عام 1969م إلى عام 1991م. أجريت انتخابات متعددة الأحزاب منذ عام 1992م، على الرغم من الإطاحة بحكومة منتخبة ديمقراطيًا في الحرب الأهلية عام 1997م ، وحكم الرئيس ديني ساسو نغيسو لمدة 26 عامًا من الأعوام الستة والثلاثين الماضية. وقد أدى الاستقرار السياسي وتطور إنتاج الهيدروكربون إلى جعل جمهورية الكونغو رابع أكبر منتج للنفط في منطقة خليج غينيا، مما وفر للبلاد ازدهارًا نسبيًا على الرغم من عدم الاستقرار في بعض المناطق، والتوزيع غير المتكافئ لعائدات النفط على مستوى البلاد.  ويزعم المرصد الكونغولي لحقوق الإنسان، أن هناك عددا من القضايا العالقة وغير المحسومة في البلاد. يعتبر التمييز ضد الأقزام منتشرًا على نطاق واسع، وهو نتيجة للتحيزات الثقافية، وخاصة العلاقات التقليدية مع البانتو، فضلاً عن أشكال الاستغلال الأكثر معاصرة.

## الوضع العام
ووفقًا للمرصد الكونغولي لحقوق الإنسان، تشمل القضايا البارزة في البلاد ما يلي: عدم كفاية الوصول إلى المياه والكهرباء، نزع ملكية المجتمعات الأصلية والمحلية من قبل الشركات المتعددة الجنسيات بالتواطؤ مع السلطات المحلية، الزيادة الكبيرة لعدد السجناء السياسيين، وقمع الصحفيين الأجانب من خلال الإجراءات، القانونية والاقتحامات من قبل الشرطة، الحد العام من الحريات السياسية، انتهاكات الحق في محاكمة عادلة، الاغتصاب وغيره من أشكال الاعتداء الجنسي، التعذيب، الاعتقالات والاحتجازات التعسفية، الإعدام بإجراءات موجزة، سوء المعاملة داخل السجون، التمييز وتهميش الشعوب الأصلية على الرغم من وجود قوانين محددة التي تحميهم، وهناك أيضًا التهديدات ضد المدافعين عن حقوق الإنسان. 

## حالة الأقزام
ووفقًا لبعض التقارير، فإن العلاقة بين الأقزام والبانتو في جميع مناطق البلاد "متوترة، وغير متوازنة، ويصفها البعض بأنها مسيئة".  وفي حين يدعي البعض، أن العبودية هي "تقليد عريق"،  يشير آخرون إلى حقيقة مفادها، أنه يمكن دفع أجر الأقزام "وفقًا لرغبة السيد؛ سواء في شكل سجائر، أو ملابس مستعملة، أو حتى لا شيء على الإطلاق".  وبطبيعة الحال يتأثر الأقزام سلبًا بأفعال ملاك الأراضي، والغابات، وعمال المناجم، مما يؤثر بشدة على أنماط حياتهم البدوية في غابات شمال الكونغو. 
في 30 ديسمبر 2010م، اعتمد برلمان الكونغو قانوناً لتعزيز، وحماية حقوق الشعوب الأصلية. ويعد هذا القانون الأول من نوعه في أفريقيا، كما أن اعتماده يعد تطوراً تاريخياً للشعوب الأصلية في القارة.  ومع ذلك، أشار تقرير صدر عام 2015م، إلى أن الأمر لم يتغير كثيرًا، إذ لا يزال الأقزام يتعرضون للاضطهاد باعتبارهم "صيادين غير شرعيين". قالت امرأة من قبيلة باياكا (من الأقزام) في الكونغو "إن حراس البيئة [فرق مكافحة الصيد الجائر] يجعلوننا نجلس هنا جائعين. لقد دمروا عالمنا. إذا حاولنا الصيد في الغابة فإنهم يضربوننا بشدة. حتى أنهم يقتلوننا إذا رأونا في الغابة".  وقد وجد تقرير صادر عن الأمم المتحدة عام 2019م، أنه على الرغم من تصرفات الحكومة الكونغولية، إلا أنه لا يزال الأقزام يعانون من التمييز والاستبعاد الاجتماعي الشديد. 

## وسائط
تصنف وسائل الإعلام على أنها غير حرة. فهي مملوكة للحكومة، أو خاضعة لسيطرتها. توجد محطة تلفزيونية مملوكة للحكومة، وثلاث محطات إذاعية مملوكة أيضًا للحكومة، كما توجد ثلاث محطات إذاعية خاصة، وهي أيضًا مؤيدة للحكومة، بالإضافة إلى صحيفة مملوكة للحكومة. 

## الوضع التاريخي
ويبين الرسم البياني التالي تصنيفات جمهورية الكونغو منذ عام 1972م، في تقارير الحرية في العالم، التي تنشرها منظمة فريدم هاوس سنويًا. التقييم 1 يعني "حرة"؛ والتقييم 7 يعني "غير حرة".  1
| العام | الحقوق السياسية | الحريات المدنية | الحالة    | رئيس البلاد2             |
| 1972  | 7               | 7               | ليست حرة  | ماريان نغوابي            |
| 1973  | 5               | 6               | حرة جزئيًا | ماريان نغوابي            |
| 1974  | 5               | 6               | حرة جزئيًا | ماريان نغوابي            |
| 1975  | 5               | 6               | حرة جزئيًا | ماريان نغوابي            |
| 1976  | 5               | 6               | حرة جزئيًا | ماريان نغوابي            |
| 1977  | 7               | 6               | ليست حرة  | ماريان نغوابي            |
| 1978  | 7               | 7               | ليست حرة  | جاك يواكيم يومبي أوبانغو |
| 1979  | 7               | 7               | ليست حرة  | جاك يواكيم يومبي أوبانغو |
| 1980  | 7               | 6               | ليست حرة  | ديني ساسو نغيسو          |
| 1981  | 7               | 6               | ليست حرة  | ديني ساسو نغيسو          |
| 19823 | 7               | 6               | ليست حرة  | ديني ساسو نغيسو          |
| 1983  | 7               | 6               | ليست حرة  | ديني ساسو نغيسو          |
| 1984  | 7               | 6               | ليست حرة  | ديني ساسو نغيسو          |
| 1985  | 7               | 6               | ليست حرة  | ديني ساسو نغيسو          |
| 1986  | 7               | 6               | ليست حرة  | ديني ساسو نغيسو          |
| 1987  | 7               | 6               | ليست حرة  | ديني ساسو نغيسو          |
| 1988  | 7               | 6               | ليست حرة  | ديني ساسو نغيسو          |
| 1989  | 7               | 6               | ليست حرة  | ديني ساسو نغيسو          |
| 1990  | 6               | 6               | ليست حرة  | ديني ساسو نغيسو          |
| 1991  | 6               | 4               | حرة جزئيًا | ديني ساسو نغيسو          |
| 1992  | 3               | 3               | حرة جزئيًا | ديني ساسو نغيسو          |
| 1993  | 3               | 3               | حرة جزئيًا | باسكال ليسوبا            |
| 1994  | 4               | 4               | حرة جزئيًا | باسكال ليسوبا            |
| 1995  | 4               | 4               | حرة جزئيًا | باسكال ليسوبا            |
| 1996  | 4               | 4               | حرة جزئيًا | باسكال ليسوبا            |
| 1997  | 7               | 5               | ليست حرة  | باسكال ليسوبا            |
| 1998  | 7               | 5               | ليست حرة  | ديني ساسو نغيسو          |
| 1999  | 6               | 5               | ليست حرة  | ديني ساسو نغيسو          |
| 2000  | 6               | 4               | حرة جزئيًا | ديني ساسو نغيسو          |
| 2001  | 5               | 4               | حرة جزئيًا | ديني ساسو نغيسو          |
| 2002  | 6               | 4               | حرة جزئيًا | ديني ساسو نغيسو          |
| 2003  | 5               | 4               | حرة جزئيًا | ديني ساسو نغيسو          |
| 2004  | 5               | 4               | حرة جزئيًا | ديني ساسو نغيسو          |
| 2005  | 5               | 5               | حرة جزئيًا | ديني ساسو نغيسو          |
| 2006  | 6               | 5               | ليست حرة  | ديني ساسو نغيسو          |
| 2007  | 6               | 5               | ليست حرة  | ديني ساسو نغيسو          |
| 2008  | 6               | 5               | ليست حرة  | ديني ساسو نغيسو          |
| 2009  | 6               | 5               | ليست حرة  | ديني ساسو نغيسو          |
| 2010  | 6               | 5               | ليست حرة  | ديني ساسو نغيسو          |
| 2011  | 6               | 5               | ليست حرة  | ديني ساسو نغيسو          |
| 2012  | 6               | 5               | ليست حرة  | ديني ساسو نغيسو          |
| 2013  | 6               | 5               | ليست حرة  | ديني ساسو نغيسو          |
| 2014  | 6               | 5               | ليست حرة  | ديني ساسو نغيسو          |
| 2015  | 6               | 5               | ليست حرة  | ديني ساسو نغيسو          |
| 2016  | 7               | 5               | ليست حرة  | ديني ساسو نغيسو          |
| 2017  | 7               | 5               | ليست حرة  | ديني ساسو نغيسو          |
| 2018  | 7               | 5               | ليست حرة  | ديني ساسو نغيسو          |
| 2019  | 7               | 5               | ليست حرة  | ديني ساسو نغيسو          |
| 2020  | 7               | 5               | ليست حرة  | ديني ساسو نغيسو          |
| 2021  | 7               | 6               | ليست حرة  | ديني ساسو نغيسو          |
| 2022  | 7               | 6               | ليست حرة  | ديني ساسو نغيسو          |
| 2023  | 7               | 6               | ليست حرة  | ديني ساسو نغيسو          |

## المعاهدات الدولية
وتتمثل مواقف جمهورية الكونغو، فيما يتعلق بالمعاهدات الدولية لحقوق الإنسان فيما يلي:
| المعاهدة                                                                          | المنظمة       | تاريخ التقديم | التوقيع | تاريخ المصادقة |
| اتفاقية الإبادة الجماعية                                                          | الأمم المتحدة | 1948          | -       | -              |
| الاتفاقية الدولية للقضاء على جميع أشكال التمييز العنصري                           | الأمم المتحدة | 1966          | -       | 1988           |
| العهد الدولي الخاص بالحقوق الاقتصادية والاجتماعية والثقافية                       | الأمم المتحدة | 1966          | -       | 1983           |
| العهد الدولي الخاص بالحقوق المدنية والسياسية                                      | الأمم المتحدة | 1966          | -       | 1983           |
| البروتوكول الاختياري الأول الملحق بالعهد الدولي الخاص بالحقوق المدنية والسياسية   | الأمم المتحدة | 1966          | -       | 1983           |
| اتفاقية عدم تقادم جرائم الحرب والجرائم ضد الإنسانية                               | الأمم المتحدة | 1968          | -       | -              |
| الاتفاقية الدولية لقمع جريمة الفصل العنصري والمعاقبة عليها                        | الأمم المتحدة | 1973          | -       | 1983           |
| اتفاقية القضاء على جميع أشكال التمييز ضد المرأة                                   | الأمم المتحدة | 1979          | 1980    | 1982           |
| اتفاقية مناهضة التعذيب                                                            | الأمم المتحدة | 1984          | -       | 2003           |
| اتفاقية حقوق الطفل                                                                | الأمم المتحدة | 1989          | 1990    | 1993           |
| البروتوكول الاختياري الثاني للعهد الدولي الخاص بالحقوق المدنية والسياسية          | الأمم المتحدة | 1989          | -       | -              |
| الاتفاقية الدولية لحماية حقوق جميع العمال المهاجرين وأفراد أسرهم                  | الأمم المتحدة | 1990          | 2008    | -              |
| البروتوكول الاختياري الملحق باتفاقية القضاء على جميع أشكال التمييز ضد المرأة      | الأمم المتحدة | 1999          | 2008    | -              |
| البروتوكول الاختياري بشأن اشتراك الأطفال في النزاعات المسلحة                      | الأمم المتحدة | 2000          | -       | 2010           |
| البروتوكول الاختياري بشأن بيع الأطفال وبغاء الأطفال والمواد الإباحية عن الأطفال   | الأمم المتحدة | 2000          | -       | 2009           |
| اتفاقية حقوق الأشخاص ذوي الإعاقة                                                  | الأمم المتحدة | 2006          | 2007    | -              |
| البروتوكول الاختياري لاتفاقية حقوق الأشخاص ذوي الإعاقة                            | الأمم المتحدة | 2006          | 2007    | -              |
| الاتفاقية الدولية لحماية كل الأشخاص من الاختفاء القسري                            | الأمم المتحدة | 2006          | 2007    | -              |
| البروتوكول الاختياري الملحق بالعهد الدولي للحقوق الاقتصادية والاجتماعية والثقافية | الأمم المتحدة | 2008          | 2009    | -              |
| البروتوكول الاختياري لاتفاقية حقوق الطفل بشأن إجراءات تقديم البلاغات              | الأمم المتحدة | 2011          | -       | -              |

## ملحوظات
1.^لاحظ أن "السنة" تشير إلى "السنة المغطاة". ولذلك فإن المعلومات الخاصة بالعام 2008 مأخوذة من التقرير الذي نشر في عام 2009، وهكذا.
2.^^ اعتبارًا من 1 يناير.
3.^^ ويغطي تقرير عام 1982 عام 1981 والنصف الأول من عام 1982، ويغطي التقرير التالي لعام 1984 النصف الثاني من عام 1982 وكل عام 1983. ومن أجل تبسيط الأمور، تم تقسيم هذين التقريرين الشاذين اللذين يغطيان "عامًا ونصفًا" إلى ثلاثة تقارير مدتها عام واحد من خلال الاستيفاء.

## روابط خارجية
- التقرير السنوي لعام 2012[وصلة مكسورة] ، صادر عن منظمة العفو الدولية
- تقرير الحرية في العالم 2012 ، صادر عن منظمة فريدوم هاوس